# The Secret of NIMH
The Secret of NIMH is een Amerikaanse animatie-avonturenfilm uit 1982. De film was het regiedebuut van Don Bluth. Het verhaal is gebaseerd op Robert C. O'Brien's kinderboek Mrs. Frisby and the Rats of NIMH.

## Rolverdeling
| Acteur            | Personage          |
| ----------------- | ------------------ |
| Elizabeth Hartman | Mrs. Brisby        |
| Derek Jacobi      | Nicodemus          |
| Dom DeLuise       | Jeremy             |
| John Carradine    | Great Owl          |
| Peter Strauss     | Justin             |
| Arthur Malet      | Mr. Ages           |
| Wil Wheaton       | Martin Brisby      |
| Hermione Baddeley | Auntie Shrew       |
| Paul Shenar       | Jenner             |
| Lucille Bliss     | Mrs. Fitzgibbons   |
| Edie McClurg      | Miss Right         |
| Shannen Doherty   | Teresa Brisby      |
| Ian Fried         | Timothy Brisby     |
| Jodi Hicks        | Cynthia Brisby     |
| Joshua Lawrence   | Billy Fitzgibbons  |
| Tom Hatten        | Farmer Fitzgibbons |
| Aldo Ray          | Sullivan           |